# Not That Kind
Not That Kind é o álbum de estreia da cantora Anastacia. Lançado em 2000 e chegou ao topo da lista dos dez em oito países da Europa, Ásia e Oceania. Foi tripla platina na Austrália estimulado pelo sucesso positivo do seu single estreante "I'm Outta Love" que foi o single bem sucedido do ano 2002 nos Estados Unidos. "I'm Outta Love" foi número dois da lista das dez músicas no "Hot Dance Club Play".

## Diferentes Edições

### Edição Normal

#### Norte-Americana Promocional - Epic 1999
1. "Not That Kind"
2. "I'm Outta Love"
3. "Cowboys & Kisses"
4. "Nothing at All" (Versão Promocional)
5. "Who's Gonna Stop the Rain"
6. "Made for Lovin' You"
7. "I Ask of You"
8. "Wishing Well"
9. "Black Roses"
10. "One More Chance" (Versão Promocional)
11. "Same Old Story"

#### Internacional - Epic 2000
1. "Not That Kind"
2. "I'm Outta Love"
3. "Cowboys & Kisses"
4. "Who's Gonna Stop the Rain"
5. "Love Is Alive"
6. "I Ask of You"
7. "Wishing Well"
8. "Made for Lovin' You"
9. "Black Roses"
10. "Yo Trippin'"
11. "One More Chance"
12. "Same Old Story"

#### Australiana - Epic 2000
1. "Not That Kind"
2. "I'm Outta Love"
3. "Cowboys & Kisses"
4. "Who's Gonna Stop the Rain"
5. "Love Is Alive"
6. "I Ask of You"
7. "Wishing Well"
8. "Made for Lovin' You"
9. "Black Roses"
10. "Yo Trippin'"
11. "One More Chance"
12. "Same Old Story"
13. "I'm Outta Love" [Video] + E.P.K.

#### Norte-Americana - Epic 2001
1. "Not That Kind"
2. "I'm Outta Love"
3. "Cowboys & Kisses"
4. "Why'd You Lie to Me"
5. "Who's Gonna Stop the Rain"
6. "I Ask of You"
7. "Don'tcha Wanna"
8. "Late Last Night"
9. "Made for Lovin' You"
10. "Black Roses"
11. "Yo Trippin'"
12. "One More Chance"
13. "Same Old Story"

#### Japonesa - Epic 2001
1. "Not That Kind"
2. "I'm Outta Love"
3. "Cowboys & Kisses"
4. "Who's Gonna Stop the Rain"
5. "Love Is Alive"
6. "I Ask of You"
7. "Wishing Well"
8. "Made for Lovin' You"
9. "Black Roses"
10. "Yo Trippin'"
11. "One More Chance"
12. "Same Old Story"
13. "Nothing at All"
14. "I'm Outta Love" (Hex Hector Main Club Mix)
15. "I'm Outta Love" (Matty's Soulflower Mix)
16. "I'm Outta Love" (Ron Trent's Club Mix)

### Edição de Ouro

#### Alemã - Epic 2006
1. "Not That Kind"
2. "I'm Outta Love"
3. "Cowboys & Kisses"
4. "Who's Gonna Stop the Rain"
5. "Love Is Alive"
6. "I Ask of You"
7. "Wishing Well"
8. "Made for Lovin' You"
9. "Black Roses"
10. "Yo Trippin'"
11. "One More Chance"
12. "Same Old Story"

## Histórico de lançamento
| País           | Data                 | Editora       |
| -------------- | -------------------- | ------------- |
| Suíça          | 10 de Junho de 2000  | Sony BMG      |
| França         | 16 de Junho de 2000  | Sony BMG      |
| Japão          | 21 de Junho de 2000  | Epic          |
| Itália         | 30 de Junho de 2000  | Sony          |
| Alemanha       | 10 de Julho de 2000  | Sony          |
| Austrália      | 10 de Julho de 2000  | Sony          |
| Reino Unido    | 2 de Outubro de 2000 | Sony          |
| Estados Unidos | 27 de Março de 2001  | Epic/Daylight |

## Desempenho

### Posições
| Tabelas musicais (2000)        | Melhor posição |
| ------------------------------ | -------------- |
| Australian ARIA Albums Chart   | 2              |
| Austrian Albums Chart          | 3              |
| French SNEP Albums Chart       | 6              |
| German Albums Chart            | 2              |
| Hungarian Mahasz Albums Chart  | 11             |
| New Zealand RIANZ Albums Chart | 1              |
| Norwegian Albums Chart         | 1              |
| Swedish Albums Chart           | 9              |
| Swiss Albums Chart             | 1              |

| Tabelas musicais (2001)               | Melhor posição |
| ------------------------------------- | -------------- |
| Belgian Ultratop 50 Albums (Flanders) | 9              |
| Belgian Ultratop 50 Albums (Wallonia) | 10             |
| Danish Albums Chart                   | 2              |
| Dutch Albums Chart                    | 1              |
| European Top 100 Albums               | 3              |
| Finnish Albums Chart                  | 9              |
| Irish Albums Chart                    | 4              |
| Italian FIMI Albums Chart             | 5              |
| UK Albums Chart                       | 2              |
| U.S. Billboard 200                    | 168            |
| U.S. Billboard Top Heatseekers        | 9              |

### Certificações
| País          | Certificador | Certificação | Vendas    |
| ------------- | ------------ | ------------ | --------- |
| Austrália     | ARIA         | 3× Platina   | 210,000   |
| Áustria       | IFPI         | Platina      | 20,000    |
| Dinamarca     | IFPI         | Platina      | 30,000    |
| Europa        | IFPI         | 4× Platina   | 4,000,000 |
| Filândia      | IFPI         | Ouro         | 22,115    |
| França        | SNEP         | 2× Platina   | 571,000   |
| Alemanha      | IFPI         | 5× Ouro      | 500,000   |
| Países Baixos | NVPI         | 3× Platina   | 180,000   |
| Nova Zelândia | RIANZ        | 3× Platina   | 45,000    |
| Noruega       | IFPI         | Platina      | 30,000    |
| Suéçia        | IFPI         | 3× Ouro      | 20,000    |
| Suíça         | IFPI         | 3× Platina   | 140,000   |
| Reino Unido   | BPI          | 3× Platina   | 900,000   |